# Reija Vesa
Reija Vesa, coniugata Salminen (Nokia, 29 novembre 1961), è un'ex cestista finlandese.

## Carriera
Con la Finlandia ha disputato due edizioni dei Campionati europei (1980, 1981).